# سبايس ورلد (لعبة فيديو)
سبايس ورلد (بالإنجليزية: Spice World)‏ هي لعبة فيديو خاصة بفرقة السبايس جيرلز تم إنتاجها من قبل شركة سايكنوسيس (Psygnosis) لجهاز البلاي ستيشن، تم إصدار اللعبة في يونيو 1998. هذه اللعبة مقتبسة عن الفيلم بنفس الاسم.